# Тринадцять сирійських отців

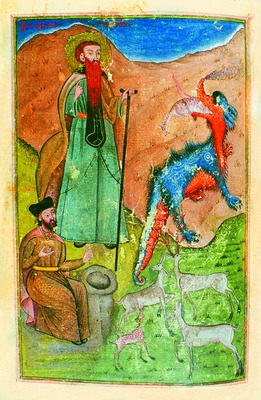
Св. Давид Гареджійський. Мініатюра XVIII століття.

Тринадцять ассирійських отців (груз. ასურელი მამები) — святі православної церкви, подвижники, засновники грузинського чернецтва. Прийшли в середині VI століття зі Сирії в Грузію. 12 або 13 вважають сакральним числом, припускають, що отців було більше. Їхня діяльність сприяла поширенню і зміцненню грузинської феодально-християнської культури, відкриваючи шлях до визвольних воєн проти Ірану, посилила греко-візантійську орієнтацію в культурно-політичній сфері. Створені ними монастирі сприяли економічному розвитку безплідних місць, стали центрами грузинської літератури та освіти. 
Згідно зі святим переданням вони були учнями Симеона Стовпника. Преподобний Іоан Зедазнійський і 12 його учнів прийшли в Картлі в середині VI століття і оселилися на горі Зедазені. Згодом вони розійшлися по різних частинах регіону і стали духівниками і засновниками перших монастирів країни. Двоє з отців — Абіб Некреський та Ісе Цилканський були єпископами.
У Картлі ассмрійських отців зустрів народ на чолі з царем Парсманом і Католикосом-Архієпископом Евлавіем.
До нас дійшли розлогі редакції житій святих.

## Перелік

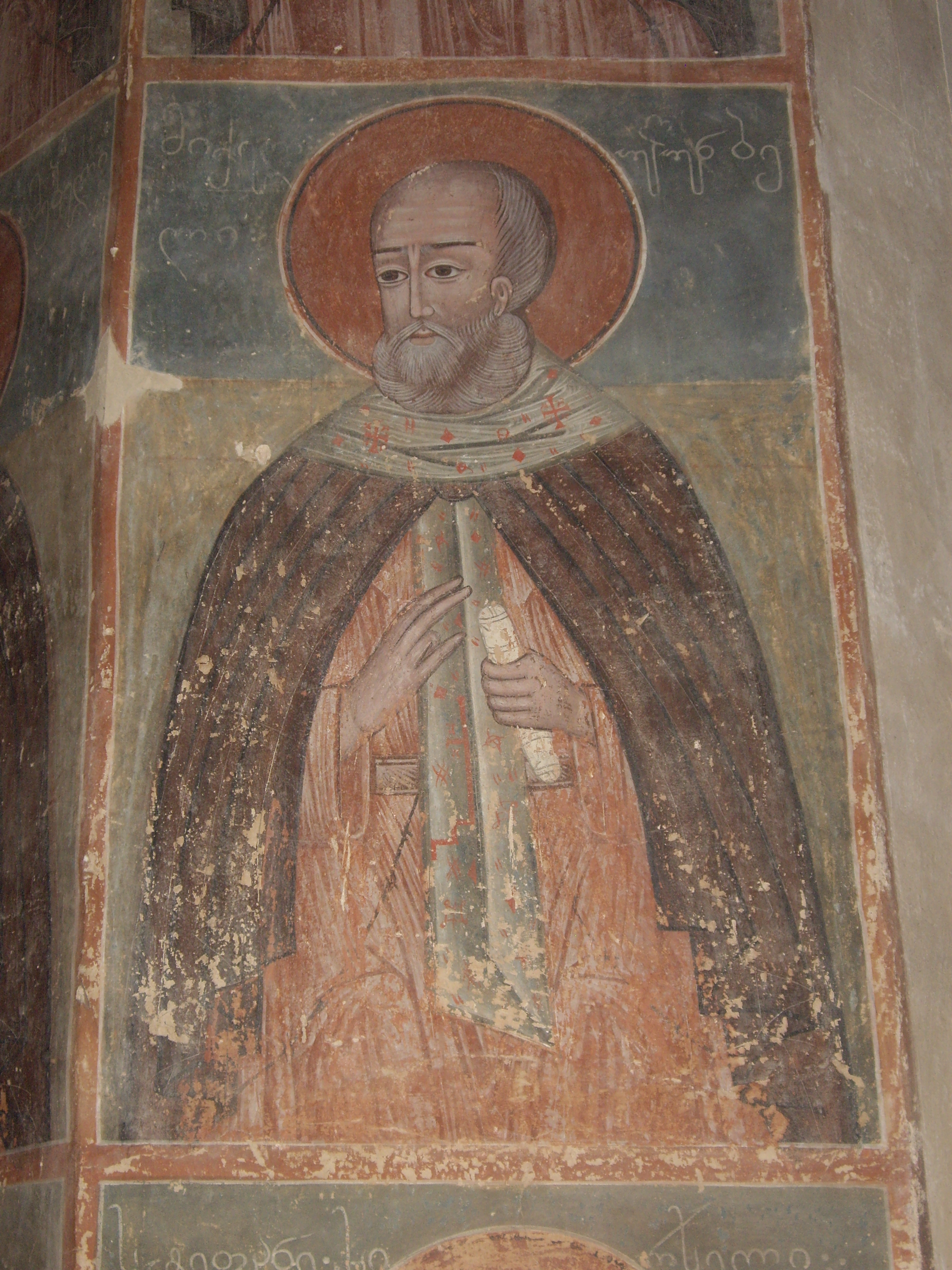
Михаїл Улумбойський

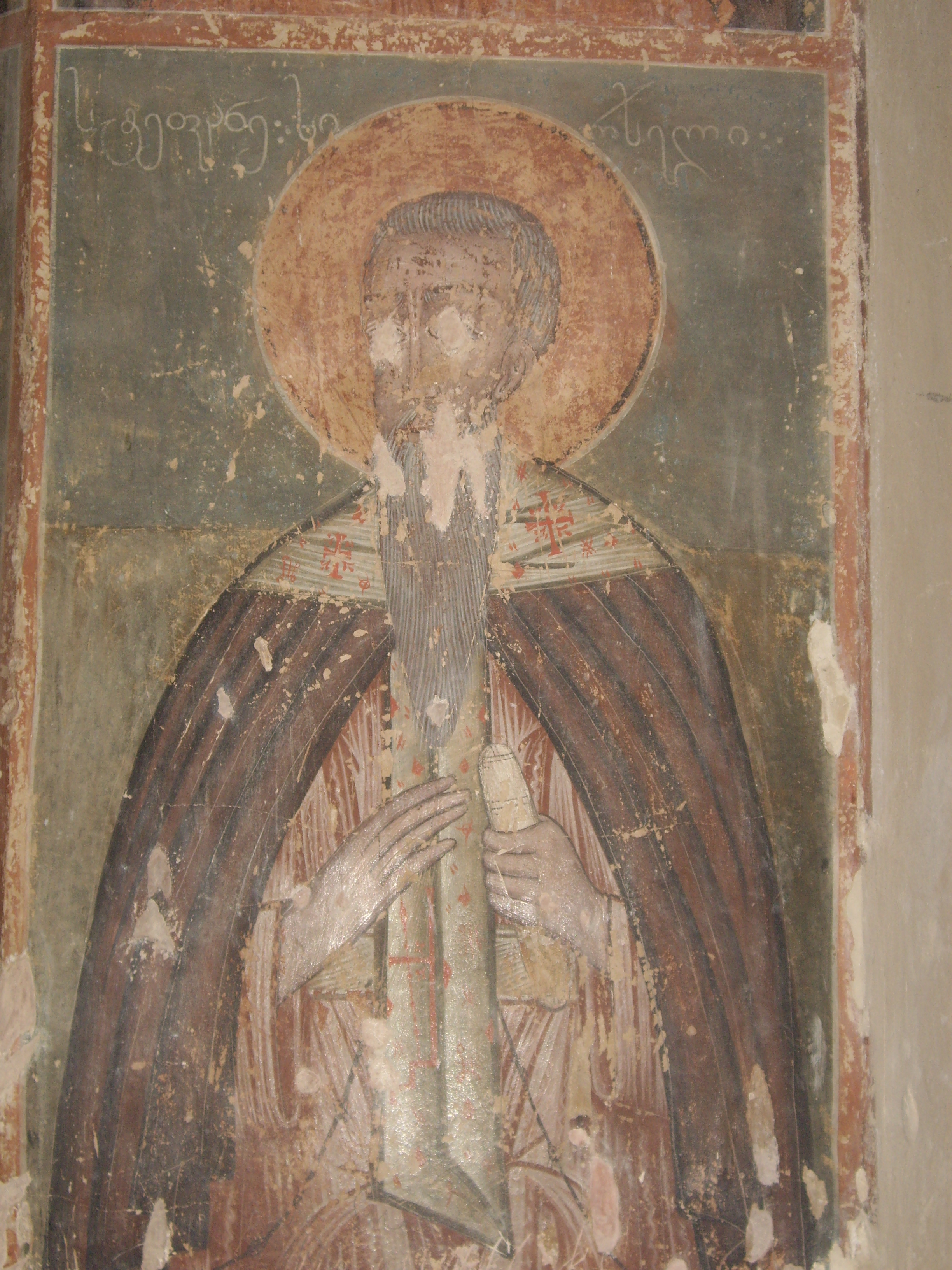
Стефан Хірський

- Іоан Зедазнійський
- Авів (Абіб) Некреський
- Антоній Марткопський
- Давид Гареджійський
- Зенон Ікалтський
- Тадей Степанцміндський
- Ісе Цилканський
- Йосип Алавердський
- Ісидор Самтавіський
- Михаїл Улумбойський
- Пірр Бретський
- Стефан Хірський
- Шио Мгвімський